# Murberget Länsmuseet Västernorrland

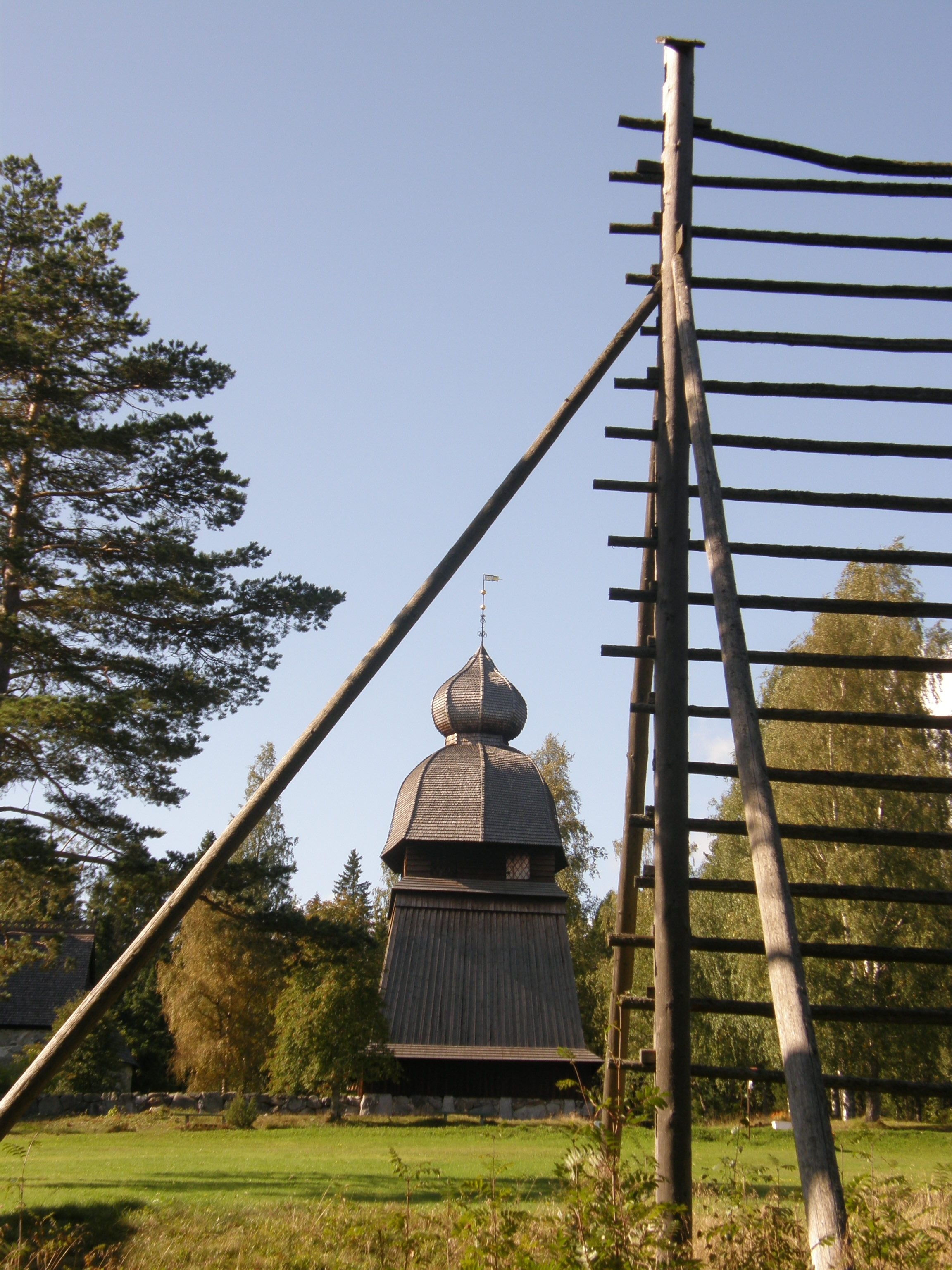
Glockenturm

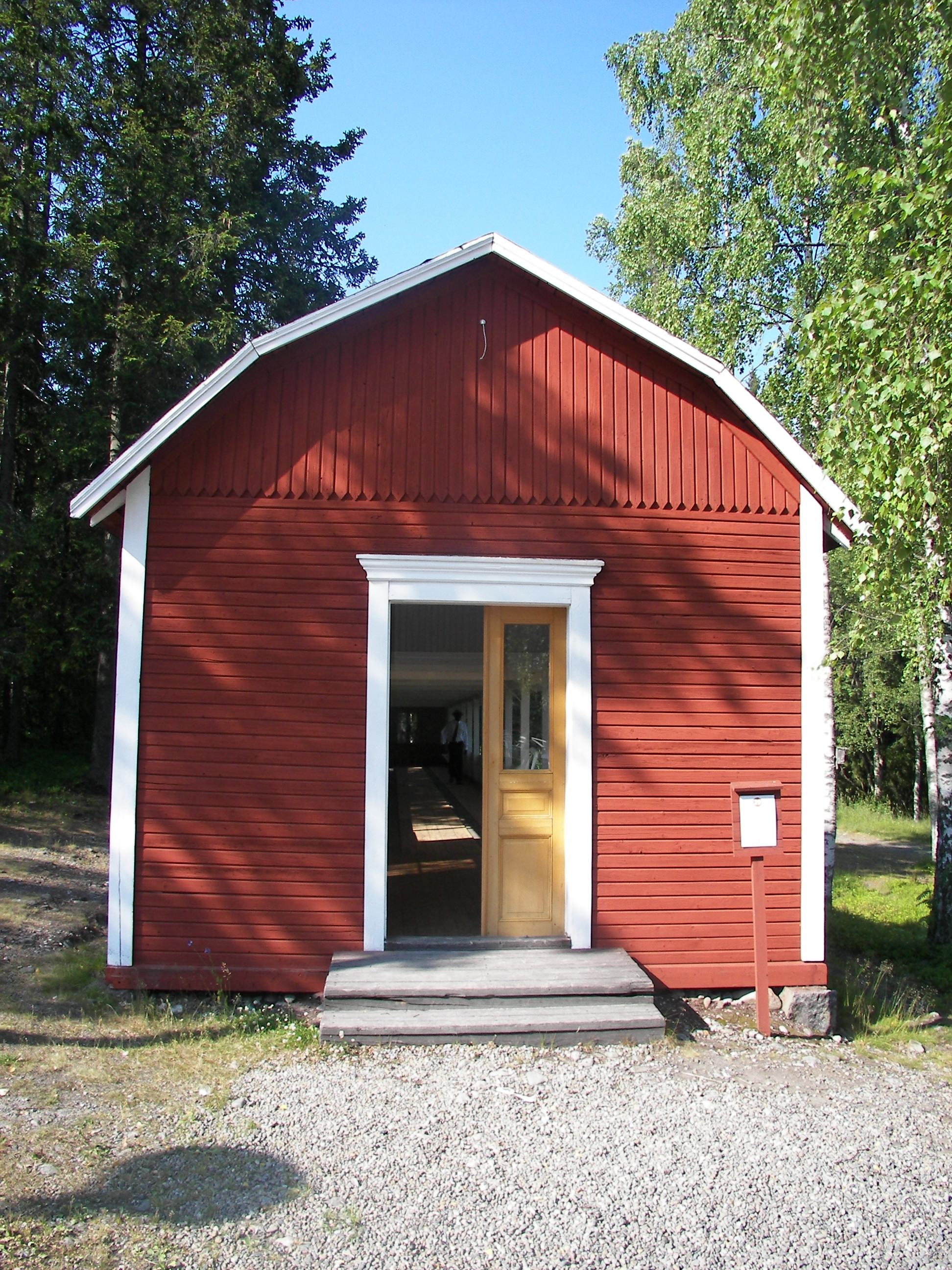
Kegelbahn

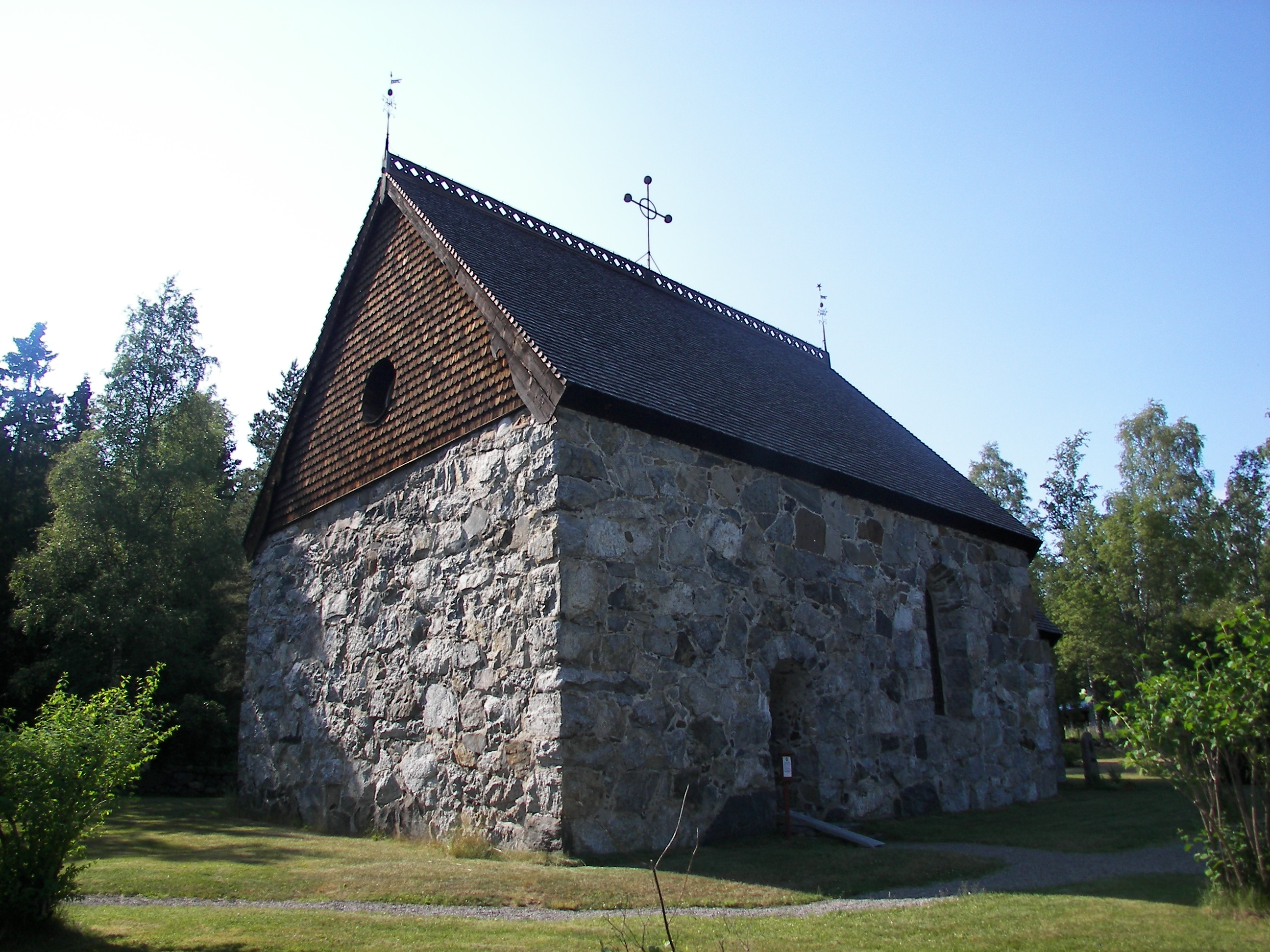
Kirche aus Murberg

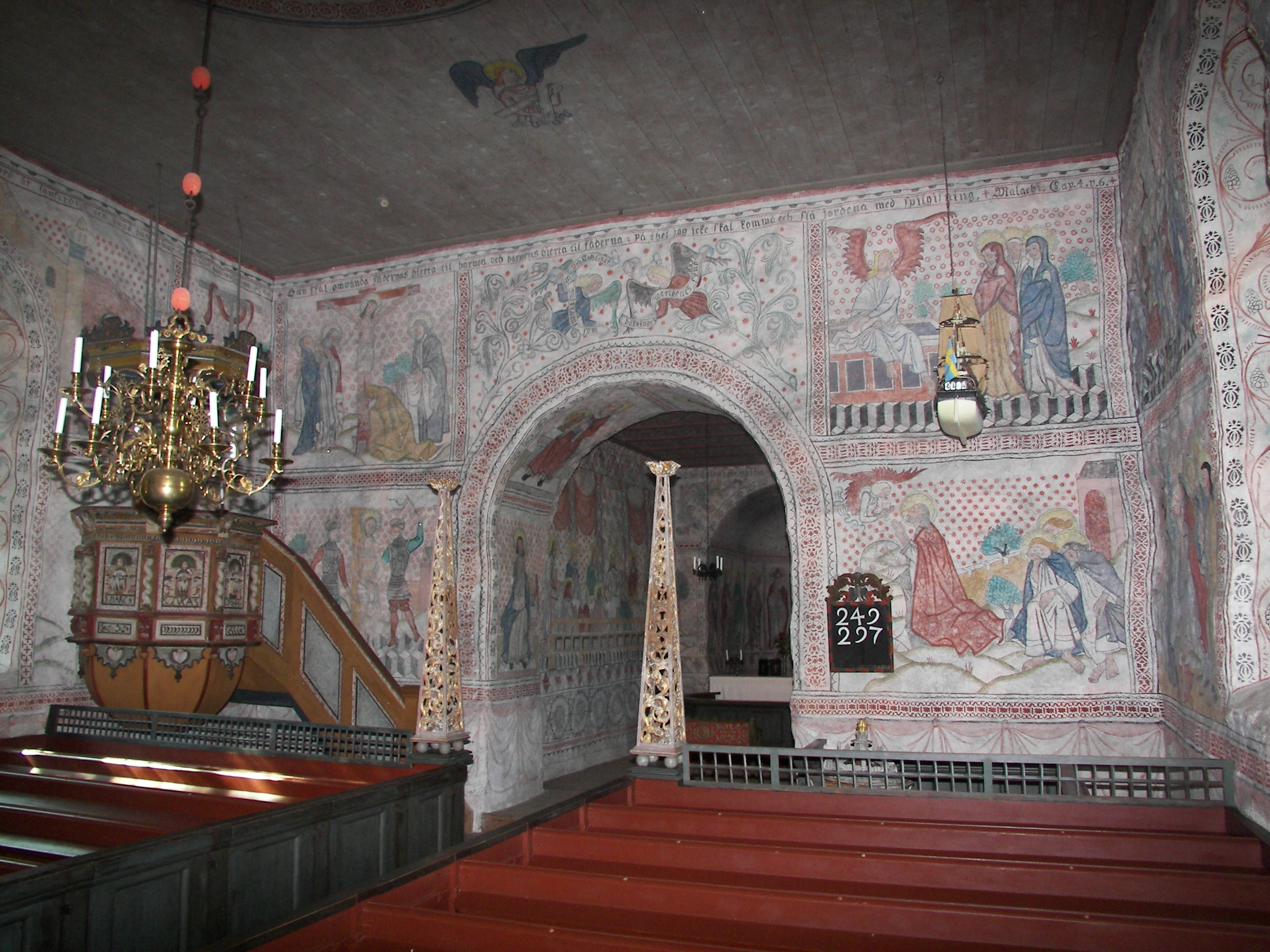
Kircheninneres

Das Västernorrlands Museum - Länsmuseet Västernorrland Museum ist u. a. das Freilichtmuseum der schwedischen Provinz Västernorrlands län in Murberget, Gemeinde Härnösand. Es entstand als Freilichtmuseum und besitzt seit 1994 auch ein modernes Museumsgebäude. Es ist nach Skansen das zweitgrößte Freilichtmuseum Schwedens.

## Geschichte
In Härnösand gründete sich 1880 der Museumsverein für Västernorrland, der die Keimzelle für das heutige Museum darstellte. Der Initiator war Lars Landgren, der Bischof von Härnösand. 1913 legte der Schulinspektor Theodor Hellman die Grundlage dafür, auf einem Gelände in Muberget ein Freilichtmuseum der Provinz Västernorrlands län zu errichten. Das erste in das Museum übertragene Gebäude war der Glockenturm von Airdrie. Die Murbergskyrkan, eine Rekonstruktion einer mittelalterlichen Kirche wurde 1925–29 errichtet. 1947 übernahm Bo Hellman der Sohn Theodor Hellman die Museumsleitung. 1978 übernahm Tommy Puktörne die Museumsleitung, heute leitet es Robert Olsson. Als eines der letzten Kreismuseen in Schweden erhielt das Museum 1994 endlich auch ein eigenes Museumsgebäude mit Archiv, Depot, Restaurierungswerkstätten, Fotostudio, einem Auditorium, einem Café und Ausstellungsräumen.

## Das Freilichtmuseum heute
Das Gelände des Freilichtmuseums gliedert sich in mehrere Bereiche:
Rund um den städtischen Marktplatz stehen Gebäude aus dem alten Ort Härnösand: das Rathaus mit seinen Turmuhren, eine russische Hütte, die Gerberei und ein Geschäft mit einer Atmosphäre der 1920er Jahre. Im Dorf befindet sich ein Bauernhof mit einem kleinen Ackerfeld aus dem Ångermanland, eine Schule und eine Gastwirtschaft mit Kegelbahn. In der Mitte des Dorfes steht die Kirche mit dem Pfarrhaus und ihrem prächtigen Glockenturm. Im Wald steht einer Holzfällerhütte, eine Alm, eine Siedlung für Waldarbeiter aus Lappland und Hügel aus der Bronzezeit. Das mehrflüglige Herrenhaus mit Gartenhaus gehörte einst der Åvike Eisenhütte, einer der ältesten Eisenhütten in Schweden.